# Canoa/kayak ai Giochi della XX Olimpiade - Slalom K1 femminile
La competizione dello slalom K1 femminile di Canoa/kayak ai Giochi della XX Olimpiade si è disputata il giorno 30 agosto 1972 nel bacino artificiale Eiskanal ad Augusta.

## Risultati
| Pos.    | Nazione              | Atleta           | Prima prova | Prima prova | Prima prova | Seconda prova | Seconda prova | Seconda prova | Valido |
| Pos.    | Nazione              | Atleta           | Tempo       | Pen.        | Totale      | Tempo         | Pen.          | Totale        | Valido |
| ------- | -------------------- | ---------------- | ----------- | ----------- | ----------- | ------------- | ------------- | ------------- | ------ |
| Oro     | Angelika Bahmann     | Germania Est     | 333,07      | 80          | 413,07      | 304,50        | 60            | 364,50        | 364,50 |
| Argento | Gisela Grothaus      | Germania Ovest   | 351,10      | 170         | 521,10      | 338,15        | 60            | 398,15        | 398,15 |
| Bronzo  | Magdalena Wunderlich | Germania Ovest   | 340,50      | 60          | 400,50      | 375,40        | 140           | 515,40        | 400,50 |
| 4       | Maria Ćwiertniewicz  | Polonia          | 350,64      | 100         | 450,64      | 342,30        | 90            | 432,30        | 432,30 |
| 5       | Kunegunda Godawska   | Polonia          | 383,26      | 90          | 473,26      | 381,05        | 60            | 441,05        | 441,05 |
| 6       | Victoria Brown       | Gran Bretagna    | 335,07      | 190         | 525,07      | 353,71        | 90            | 443,71        | 443,71 |
| 7       | Ulrike Deppe         | Germania Ovest   | 306,32      | 160         | 466,32      | 366,44        | 90            | 456,44        | 456,44 |
| 8       | Bohumila Kapplová    | Cecoslovacchia   | 396,70      | 210         | 606,70      | 360,16        | 100           | 460,16        | 460,16 |
| 9       | Lyn Ashton           | Stati Uniti      | 341,43      | 140         | 481,43      | 386,41        | 90            | 476,41        | 476,41 |
| 10      | Martina Falke        | Germania Est     | 402,20      | 80          | 482,20      | NT            | NT            | NT            | 482,20 |
| 11      | Sybille Boedecker    | Germania Est     | 382,88      | 100         | 482,88      | 326,10        | 200           | 526,10        | 482,88 |
| 12      | Danielle Kamber      | Svizzera         | 371,81      | 150         | 521,81      | 385,86        | 200           | 585,86        | 521,81 |
| 13      | Heather Goodman      | Gran Bretagna    | 357,50      | 170         | 527,50      | 369,92        | 180           | 549,92        | 527,50 |
| 14      | Cindy Goodwin        | Stati Uniti      | 336,80      | 240         | 576,80      | 328,50        | 200           | 528,50        | 528,50 |
| 15      | Louise Holcombe      | Stati Uniti      | 387,20      | 310         | 697,20      | 412,30        | 120           | 532,30        | 532,30 |
| 16      | Ludmila Polesná      | Cecoslovacchia   | 427,47      | 110         | 537,47      | 351,80        | 290           | 641,80        | 537,47 |
| 17      | Rosine Roland        | Belgio           | NT          | NT          | NT          | 382,03        | 170           | 552,03        | 552,03 |
| 18      | Barbara Sattler      | Austria          | 387,67      | 170         | 557,67      | 378,88        | 190           | 568,88        | 557,67 |
| 19      | Biruta Hercova       | Unione Sovietica | 394,42      | 220         | 614,42      | 398,54        | 260           | 658,54        | 614,42 |
| 20      | Elisabeth Käser      | Svizzera         | 372,88      | 260         | 632,88      | NT            | NT            | NT            | 632,88 |
| 21      | Pauline Goodwin      | Gran Bretagna    | NT          | NT          | NT          | 373,60        | 300           | 673,60        | 673,60 |
| 22      | Růžena Novotná       | Cecoslovacchia   | 469,62      | 240         | 709,62      | 529,80        | 150           | 679,80        | 679,80 |